# Tumidapexus ravus
Tumidapexus ravus é uma espécie de fungo pertencente à família Aphelariaceae.